# Graupensandrinne

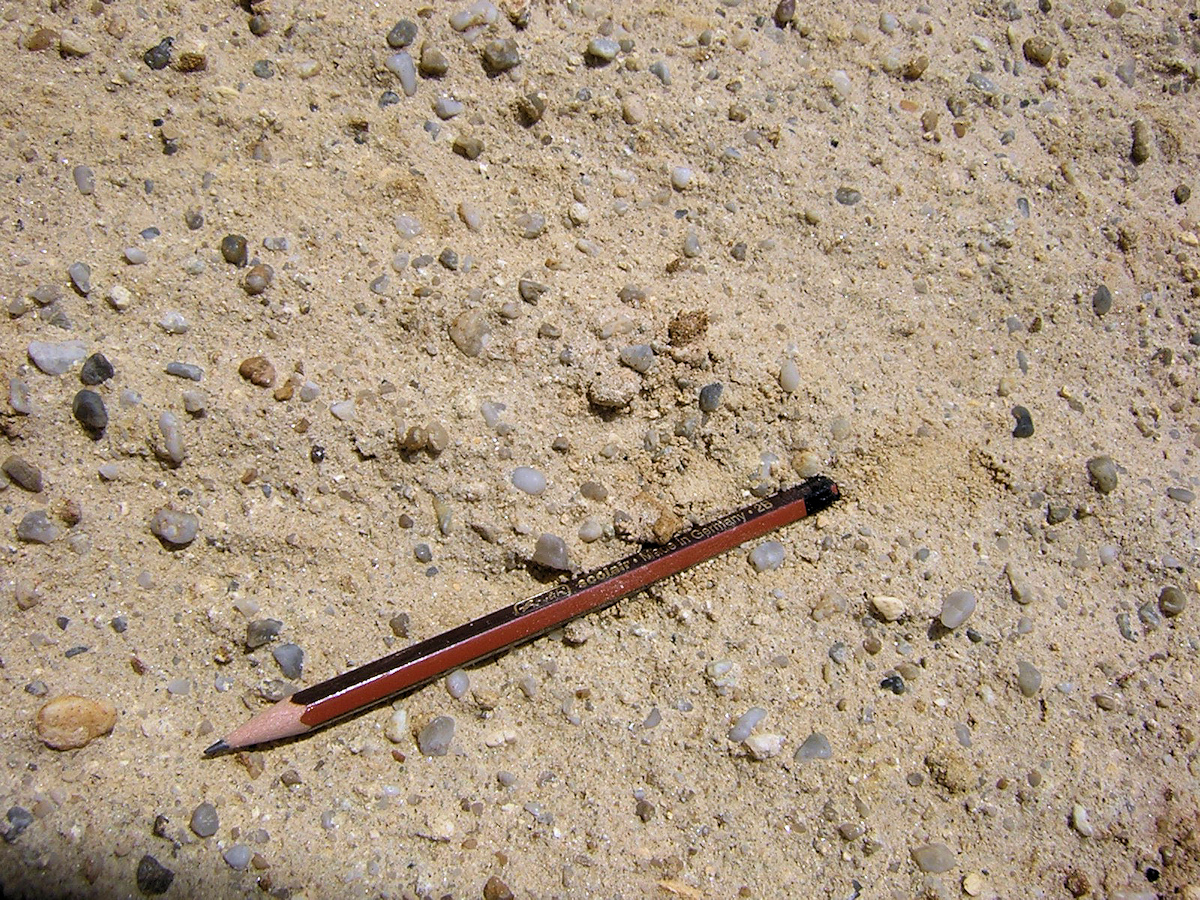
Graupensand: Grobsand und „Graupen“

Die Graupensandrinne ist ein Paläo-Flusstal, das im höheren Unter- (18-17 mya) oder frühen Mittel-Miozän (14,5 mya) am Nordrand der alpinen Vorlandsenke bestand. Sie erhielt ihren Namen nach dem Basiskonglomerat, dem Graupensand (enthält Kleingerölle in der Größe von Graupen), das erosionsdiskordant Schichten der Oberen Meeresmolasse und Unteren Süßwassermolasse, teilweise auch direkt Jura-Kalken auflagert. Die Rinne verläuft von Nordost nach Südwest annähernd entlang des Südrands des Schwäbisch-Fränkischen Jura.

## Erforschungsgeschichte
Die Präsenz einer miozänen Erosionsrinne am Nordrand des Molassetroges wurde erstmals 1925 erkannt. Die ersten Publikationen grundlegender Gesamtdarstellungen stammen von den Geologen August Moos (1925) und Helmut Kiderlen (1931). Haus (1951) differenzierte erstmals zwischen einer erweiterten und der eigentlichen Rinne. Die Feldforschungen konzentrierten sich auf Aufschlüsse am Nord(west)rand der Rinne im Ulmer Raum und im Hegau/Bodenseegebiet, in Riedern am Sand im Klettgau und am Kohlfirst bei Benken im Kanton Zürich, wo die Quarzsande und Kiese gewerblich abgebaut wurden oder noch werden. Aus einigen wissenschaftlichen Bohrungen konnten in jüngerer Zeit weitere Erkenntnisse gewonnen werden.

## Geologie

### Allgemeines

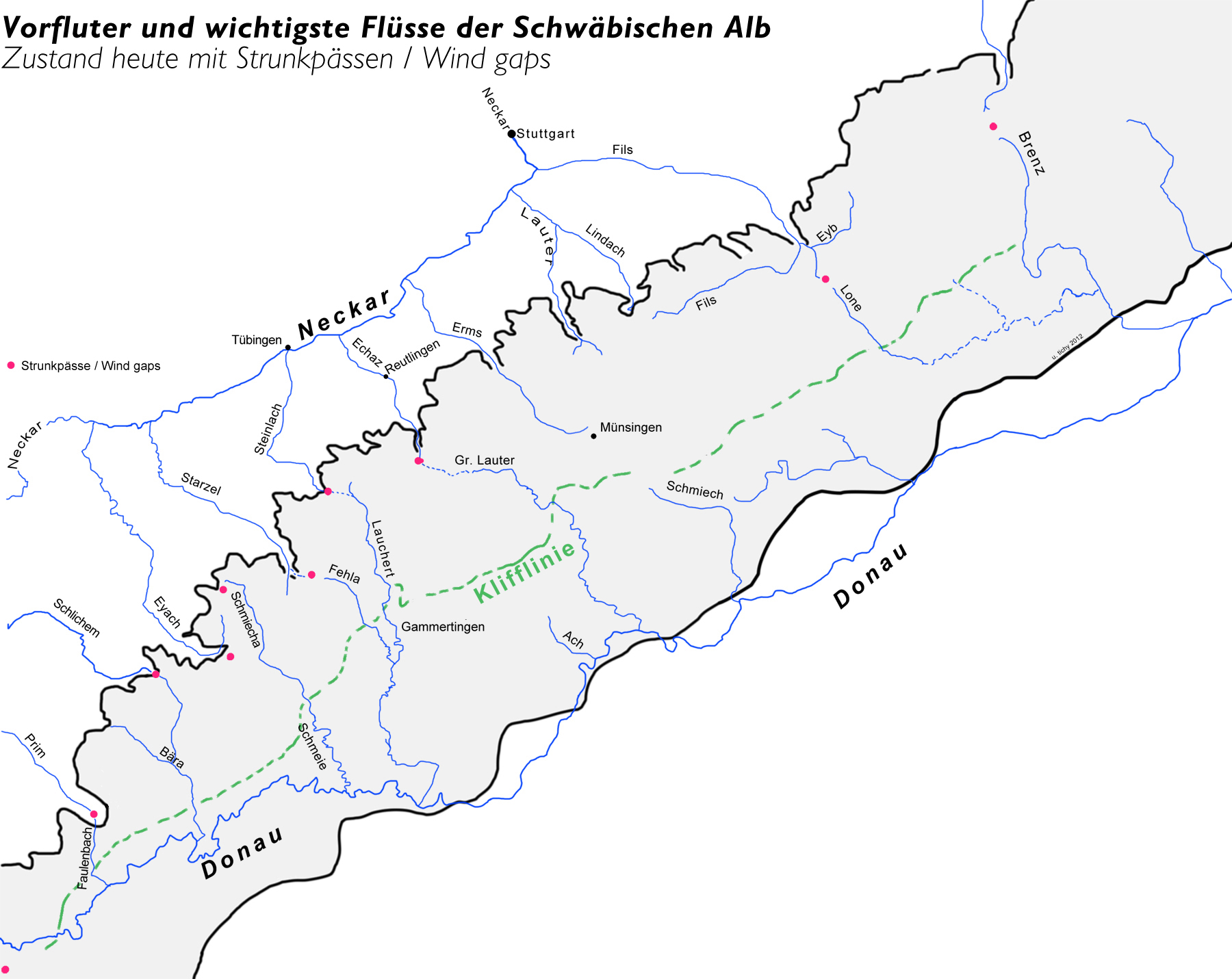
Obere Donau und Schwäbische Alb heute

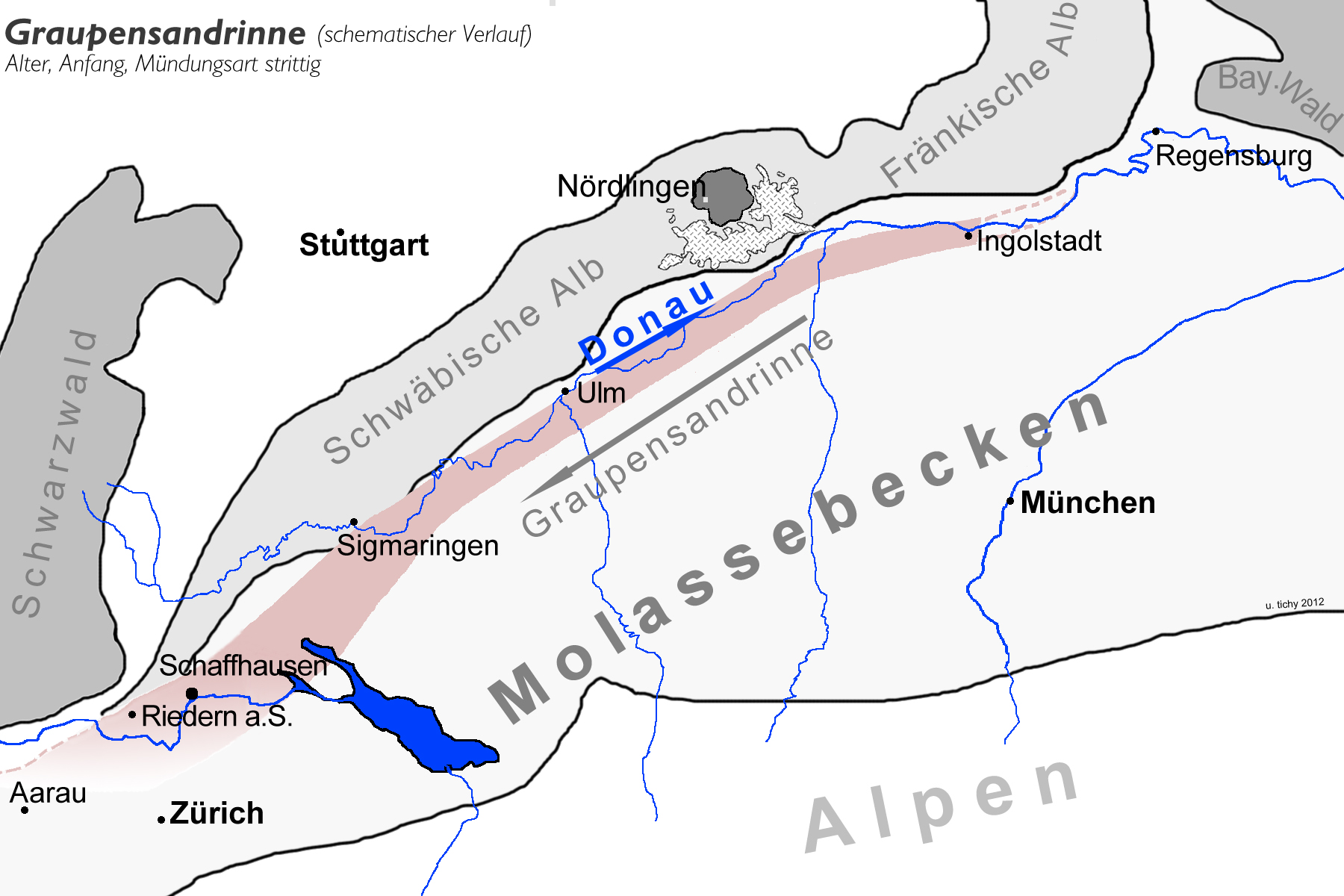
Miozäne Graupensandrinne am Nordrand des Molassebeckens.

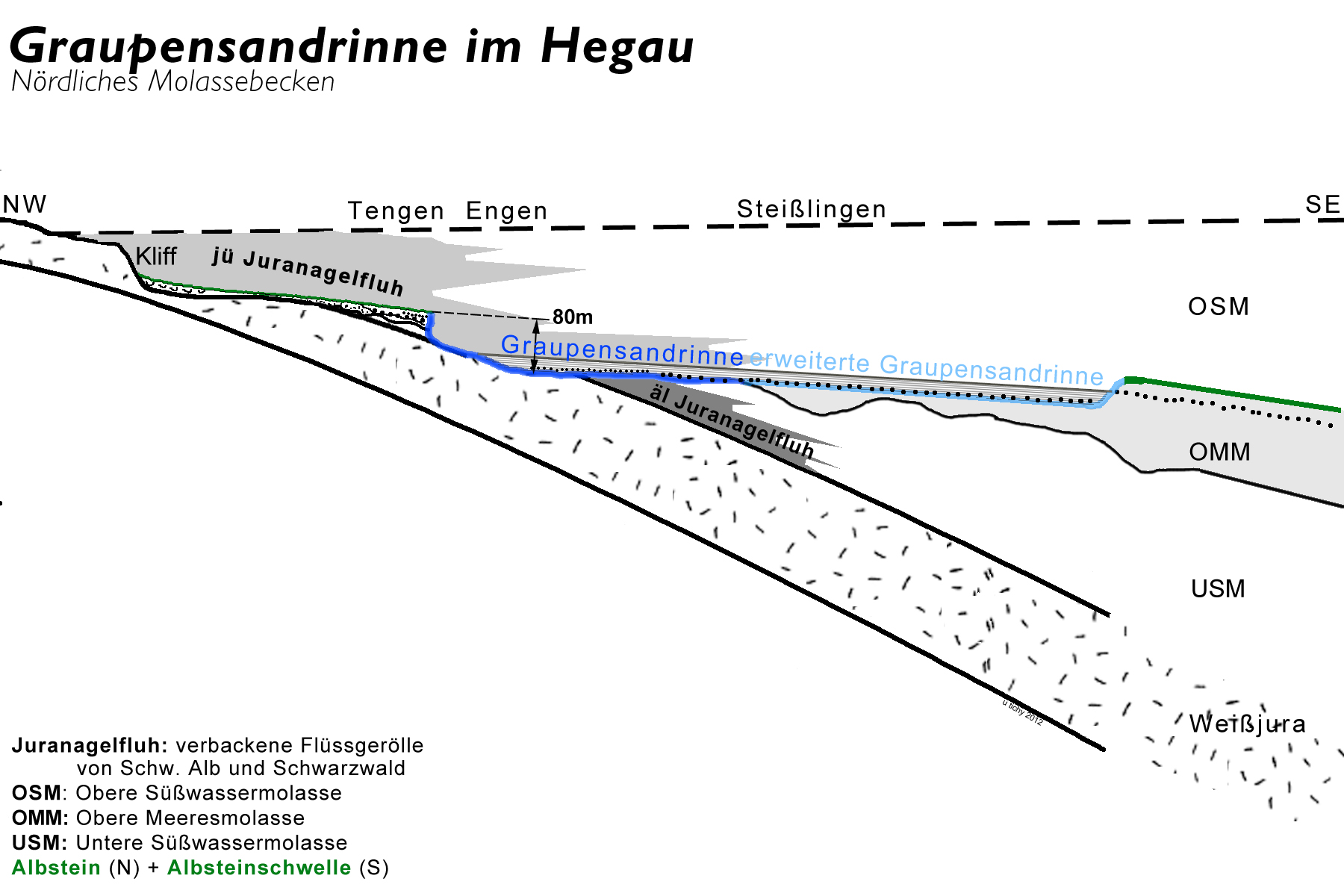
Geologischer Schnitt durch den Hegau mit der Graupensandrinne.

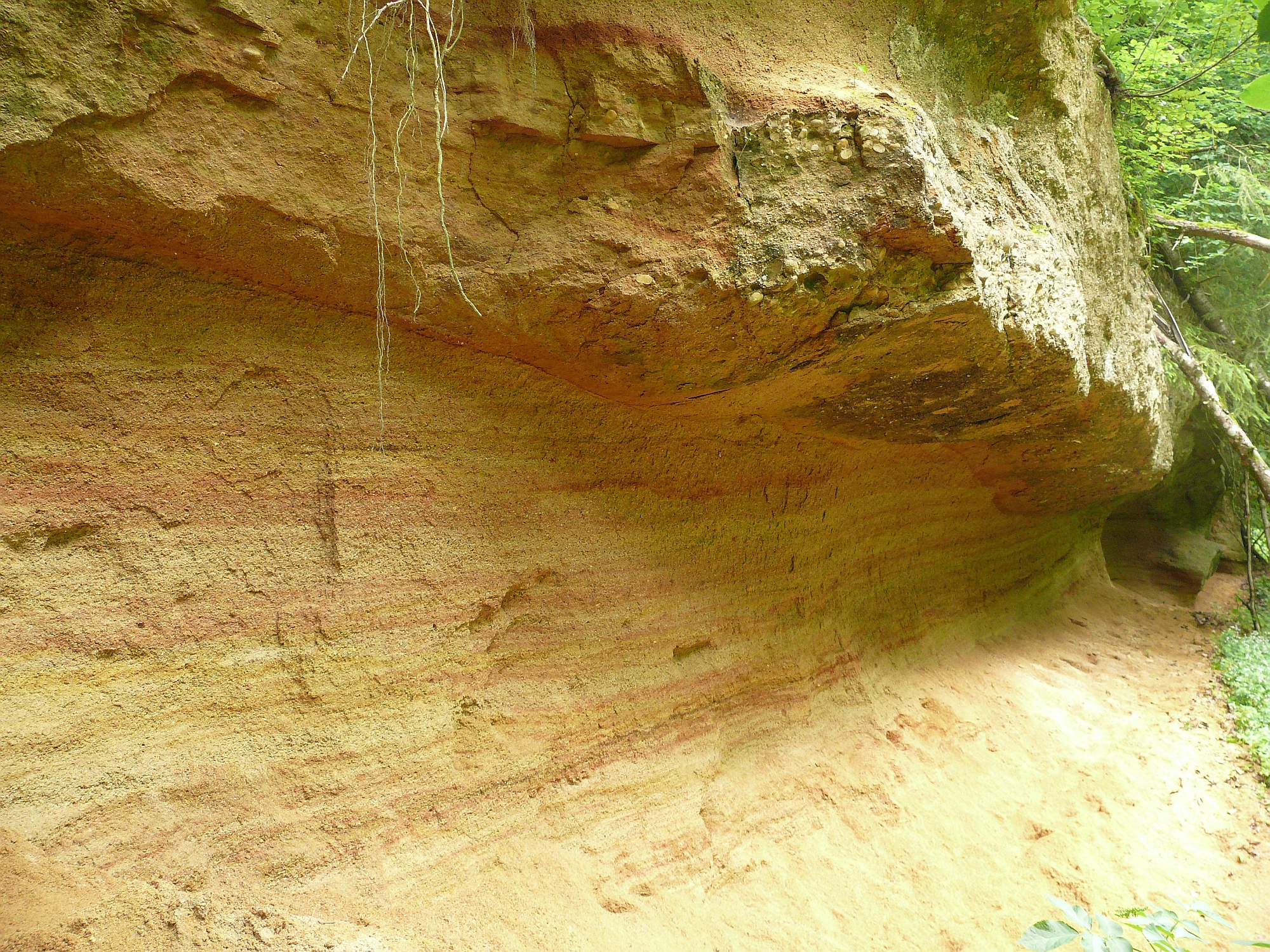
Graupensande, überlagert von Austernnagelfluh der OMM, auflässige Sandgrube Riedern

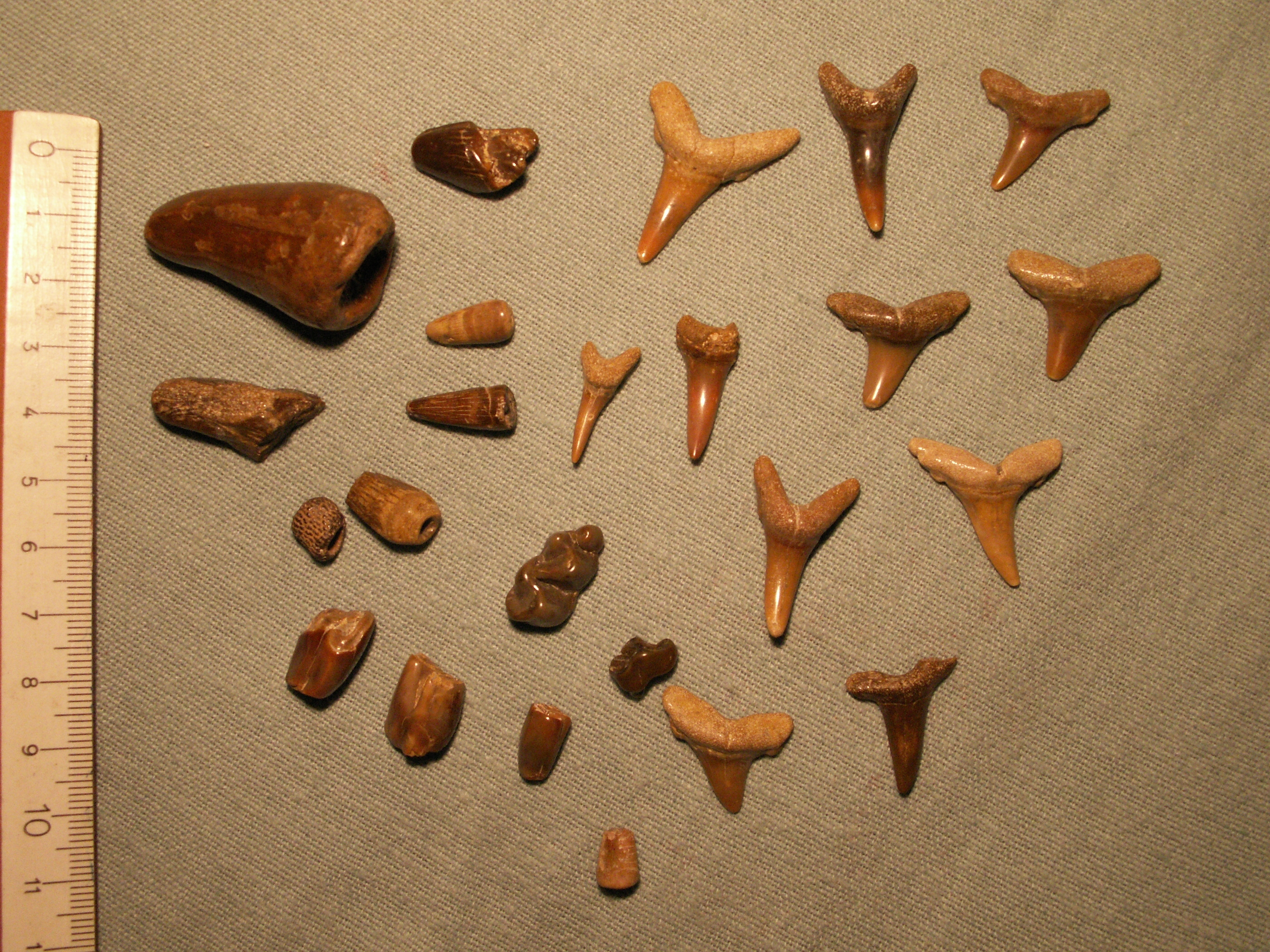
Fossile Zähne (Haie, Säuger und ?Krokodile) aus dem Graupensand von Riedern

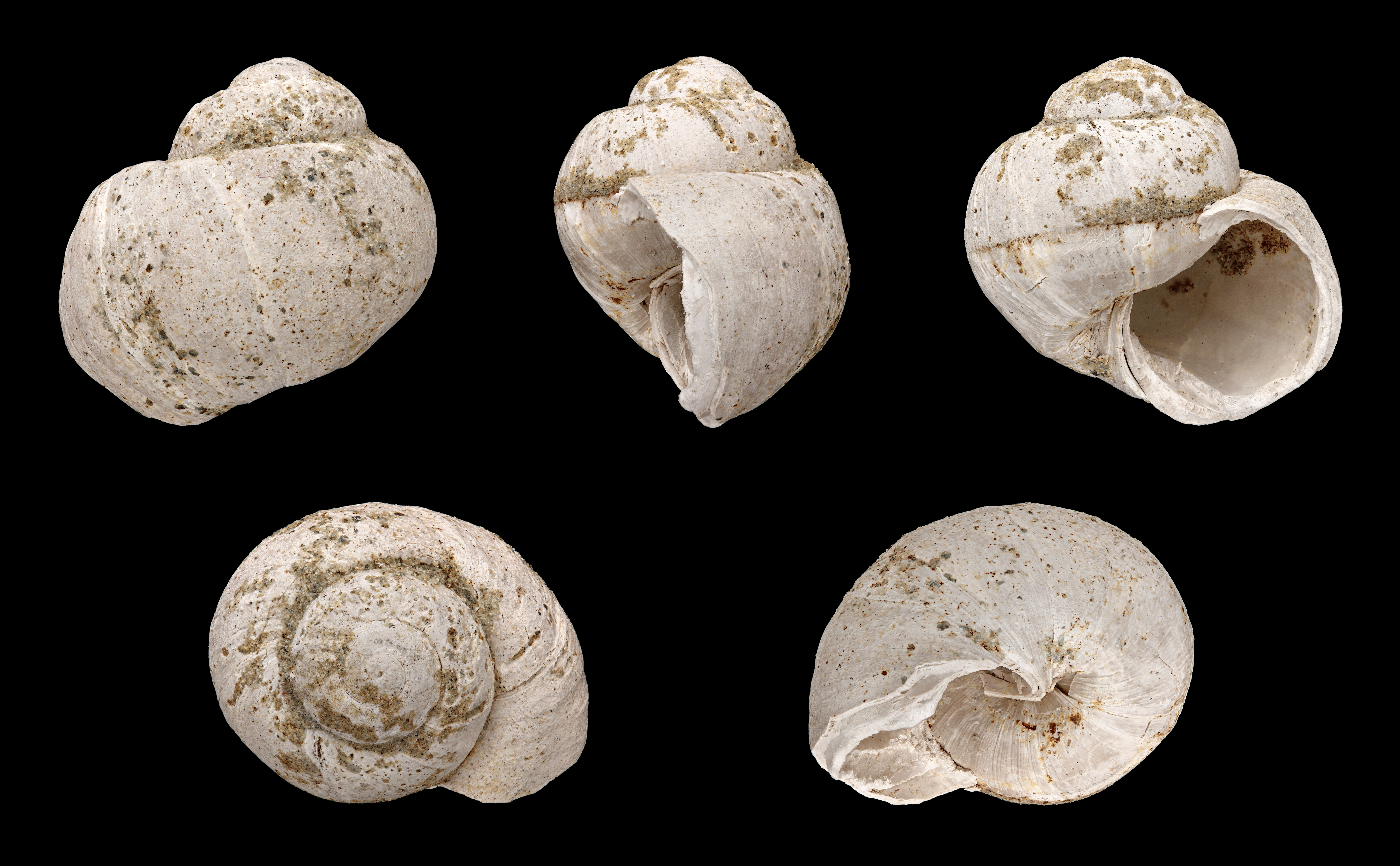
Viviparus suevicus WENZ 1919,
Durchmesser 1,9 cm, Miozän, Süss-Brackwassermolasse, Unterkirchberg bei Ulm

Die Graupensandrinne ist eine prädanubische Entwässerungsrinne am Nordrand der nordalpinen Molasse. Sie wurde noch im Miozän im Zuge einer letzten, schwachen Transgression des Molassemeeres („Obere Brackwassermolasse“, OBM) und durch fluviatile Sedimente (Obere Süßwassermolasse, OSM) wieder aufgefüllt und ist daher heute morphologisch nicht mehr wahrnehmbar. Ihre Funktion als Entwässerungsrinne der Alpen, des Molassebeckens und der Schwäbischen und Fränkischen Alb übernahm schließlich die sich seit rund acht Millionen Jahren entwickelnde Urdonau.
Durch tektonische Hebung des Molassebeckens am Ende des Untermiozäns wich das damalige Flachmeer, die westliche Paratethys, endgültig aus dem heutigen Süddeutschland zurück, bis in das äußerste Ostbayern und nach Westen in das Schweizer Mittelland. Im Zuge dieses Meeresrückganges wurde am Nordwestrand des Molassebeckens eine ca. 8–13 km breite fluviatile Rinne eingeschnitten, über die weite Teile des heutigen Süddeutschlands entwässert wurden. Zu diesen Regionen gehörte der westliche Teil der Böhmischen Masse (heute Thüringisch-Fränkisch-Vogtländisches Schiefergebirge, Fichtelgebirge, Bayrischer Wald) sowie die seinerzeit noch ebenen Gebiete des Schwarzwälder Grundgebirges und die ausgedehnten, noch bis weit nach Nordwürttemberg reichenden Jura-Flächen. Das entsprechende Flusssystem wird als Ur-Naab/Ur-Main-Flusssystem bezeichnet. Dessen Hauptstrom, der aus der Vereinigung von Ur-Main und Ur-Naab hervorging und dessen Tätigkeit überhaupt erst für die Eintiefung der Graupensandrinne verantwortlich ist, wird auch „Graupensandfluss“ genannt. Die Entwässerung erfolgte nach Südwesten, im Gegensatz zur heutigen Donau, die nach Osten entwässert. Die Rinne war mindestens 260 km (Luftlinie) lang und erstreckte sich von Manching bei Ingolstadt über die Ulmer Gegend bis mindestens Riedern am Sand, wo sich seinerzeit die Küste des Molassemeeres befunden haben dürfte.
Die Hebung des Alpenvorlandes erfolgte in Form einer Verkippung, mit stärkeren Hebungsbeträgen im Norden und Nordwesten und abnehmenden Hebungsbeträgen nach Süden und Südosten hin. Entsprechend ist der Nord- und Nordwestrand der Rinne 60–80 m, maximal bis zu 100 m, der Süd- und Südostrand nur bis zu 40 m in die unterlagernden Schichten eingetieft. Diese unterschiedlich starke Eintiefung ist heute in Form von Erosionskontakten der Grimmelfinger Schichten mit der Unteren Süßwassermolasse (USM), teilweise sogar Kalksteinen des Weißjura (z. B. bei Engen), am Nord- und Nordwestrand der Rinne belegt. Die allgemeine Schichtenfolge des Molassebeckens weist hier also eine bedeutende Schichtlücke (einen Hiatus) auf.

### Lithostratigraphie
Die Ablagerungsverhältnisse in der Graupensandrinne sind komplex. Ihre Füllung besteht im Wesentlichen aus zwei Formationen: dem überwiegend kiesigen, im Raum Ulm bis zu 20 m mächtigen Graupensand an der Basis und den auflagernden, meist tonig-schluffigen Kirchberger Schichten.
Im Graupensand finden sich Fragmente von lyditähnlichem Kieselschiefer und überdurchschnittlich viele Schwerminerale, u. a. Zirkon, Rutil, Disthen und Turmalin, und Buchner et al. (1998) erwähnen „große Mengen von Gesteinsbruchstücken (Quarz, Granit, Gneis, Hornstein, Gangquarz und Feldspat) der Fein- und Mittelkorngröße in ungewöhnlich hohem Maße“, was insgesamt eine Herkunft des Materials aus dem Varistikum nahelegt. Die Typlokalität der Graupensande ist Grimmelfingen am Westrand von Ulm, weshalb diese Ablagerungen auch als „Grimmelfinger Graupensande“, „Grimmelfinger Schichten“ oder auch Grimmelfingen-Formation bezeichnet werden. Fossilien sind in den Grimmelfinger Schichten generell selten. Lediglich im Klettgau finden sich darin zahlreiche Reste von Meerestieren und Landwirbeltieren. Auch verzahnen sich die Grimmelfinger Schichten dort mit der sogenannten Austernnagelfluh, einem marinen Konglomerat, das zur OMM gerechnet wird.
Die Kirchberger Schichten, deren Typlokalität bei Illerkirchberg, südlich von Ulm, liegt, sind in der Ulmer Gegend tonig-mergelig ausgebildet, etwa 10 m mächtig und enthalten eine charakteristische Brackwasser-Mikro- und Makrofauna, gelegentlich auch Säugetierreste. Sie werden als das Ergebnis eines letzten transgressiven Pulses des Molassemeeres gedeutet. Im Klettgau überlagern die Kirchberger Schichten direkt erosiv Ablagerungen der OMM. Dies weist darauf hin, dass zur Ablagerungszeit der Kirchberger Schichten das eigentliche Tal des „Graupensandflusses“ in diesem Gebiet bereits vom Meer geflutet war. Man spricht daher im Zusammenhang mit dieser stratigraphischen Konstellation auch von der „erweiterten Graupensandrinne“. Der Kontakt der Kirchberger Schichten zur auflagernden OSM ist unscharf und oft nur anhand des Aussetzens mariner Fossilien feststellbar.
Im Raum Ulm ist den beiden Einheiten ein bis zu 13,5 m mächtiger, feinsandig-schluffiger Übergangshorizont, die sogenannten „Suevicus-Schichten“ (benannt nach einem teilweise massenhaften Auftreten der Brackwasserschnecke Viviparus suevicus) zwischengelagert.
Alle drei Einheiten, Grimmelfinger Schichten, Suevicus-Schichten und Kirchberger Schichten, werden auch als „Obere Brackwassermolasse“ (OBM) bezeichnet. Sie stehen in Süddeutschland stratigraphisch zwischen der OMM und der OSM, sind aber vermutlich laterale Äquivalente der OMM.

### Biostratigraphie
Fossilien, insbesondere Säugerfossilien, sind in der Rinnenfüllung insgesamt nur selten vorhanden, aber häufig genug, um eine detaillierte und gut gesicherte zeitliche Einordnung auf Basis der Biostratigraphie neogener Landsäugetiere vornehmen zu können. Nach Ergebnissen entsprechender Untersuchungen wird die Obere Brackwassermolasse in die Säuger-Biozone MN 4 gestellt, was einem absoluten Alter von 18-17 Millionen Jahren und damit Ottnangium (oberem Untermiozän) entspricht.

### Deutung der Rinnenfüllung
Die Bezeichnung der Rinnenfüllung als „Obere Brackwassermolasse“ beinhaltet bereits die Interpretation der entsprechenden Sedimente als brackische Bildungen. Fast alle einschlägigen Autoren sehen in den enthaltenen marinen und brackischen Faunen den Einfluss eines vermutlich in der Schweiz damals noch vorhandenen Molasse-Restmeeres. Ob der Charakter der Grimmelfinger Schichten ästuarin mit tidalen Einflüssen gewesen sei oder aber rein fluviatil, ist allerdings strittig.

### Kontroverse zum Alter der Graupensandrinnenfüllung
Auf biostratigraphischer Basis wird die Füllung der Graupensandrinne auf 18–17 Millionen Jahre datiert (siehe oben).
Mit Funden „geschockter Quarze“ in den Grimmelfinger Schichten stießen Buchner et al. (1996) eine lebhafte Kontroverse unter den Geologen an, die sich mit der Erforschung der Graupensandrinne befassten. Die Funde stellten zwar nicht die Modelle zur Entstehung und Entwicklung der Graupensandrinne, wohl aber die zeitliche Einordnung ihrer Sedimente in Frage. Die geschockten Quarze wurden von Buchner et al. als Auswurfmaterial des Ries-Ereignisses (vor 14,5 Millionen Jahren, Badenium, Mittelmiozän) betrachtet und die basale Rinnenfüllung entsprechend als gleich alt und damit mindestens 2,5 Millionen Jahre jünger als bislang gedacht. Die daraufhin entbrannte Debatte führte zu einer Reihe neuer Untersuchungen und Feldforschungen, einschließlich petrographischer Analysen mit modernsten Methoden. Der Forderung nach einer präzisen Zeitbestimmung der vermeintlich stoßwellenmetamorphen Quarzgerölle durch hochexakte 40Ar/39Ar-Isotopdatierung kamen Buchner et al. (2003) nach, mit dem Ergebnis, dass ihre Hypothese zum Alter der Grimmelfinger Schichten bestätigt wurde. Bereits 1998 hatten Buchner et al. behauptet, dass die Grimmelfinger Schichten jünger seien als die Kirchberger Schichten. Dies wird von anderen Bearbeitern aufgrund eigener Befunde im Feld vehement abgelehnt.
Die Biostratigraphen blieben dabei, dass Entstehung und Hauptschüttungszeit der Graupensandrinne auf 18-17 Millionen Jahre festzulegen sei.
Die Kontroverse hält an und ist wie folgt zusammengefasst worden: „Beide Ansichten sind sehr gut abgesichert“.